# Abbazia di Louroux
L'abbazia di Louroux è un monastero cistercense situato nei Paesi della Loira, in Francia.

## Storia
L'abbazia venne fondata nel 1121 come filiazione dell'abbazia madre di Cîteaux.
La chiesa fu consacrata il 14 settembre 1179 e l'abbazia fu governata dai cistercensi fino al 1791.
Come abbazie figlie ebbe Pontrond (1134-1791), Bellebranche (1152-1686), Beaugerais (1172-1791) e Santa Maria della Vittoria (1277-1550).